# Piacenza Football Club 1930-1931
Questa pagina raccoglie le informazioni riguardanti il Piacenza Football Club nelle competizioni ufficiali della stagione 1930-1931.

## Stagione
Nella stagione 1930-1931 il Piacenza disputa il girone B del campionato di Prima Divisione. Con 34 punti si piazza in terza posizione di classifica; il torneo è vinto dal Forlì con 36 punti, davanti alla Reggiana con 35 punti, entrambe ammesse al girone finale per la promozione in Serie B.

## Rosa
| N. |                   | Ruolo | Calciatore         |
| -- | ----------------- | ----- | ------------------ |
|    | Italia (bandiera) | C     | Giuseppe Baldrighi |
|    | Italia (bandiera) | D     | Giovanni Bergonzi  |
|    | Italia (bandiera) | D     | Pietro Bolledi     |
|    | Italia (bandiera) | C     | Aldo Boselli       |
|    | Italia (bandiera) | C     | Luigi Brizzi       |
|    | Italia (bandiera) | A     | Giuseppe Cella     |
|    | Italia (bandiera) | C     | Guglielmo Decaroli |
|    | Italia (bandiera) | C     | Cesare Curtoni     |
|    | Italia (bandiera) | D     | Walter Fabbri      |
|    | Italia (bandiera) | C     | Aldo Gobbi         |
|    | Italia (bandiera) | C     | Giulio Loranzi     |
|    | Italia (bandiera) | C     | Alfredo Massari    |

| N. |                   | Ruolo | Calciatore                |
| -- | ----------------- | ----- | ------------------------- |
|    | Italia (bandiera) | A     | Luigi Merli               |
|    | Italia (bandiera) | P     | Giovanni Penzi            |
|    | Italia (bandiera) | P     | Giovanni Perfetti         |
|    | Italia (bandiera) | C     | Giorgio Poggi Longostrevi |
|    | Italia (bandiera) | D     | Mario Quaglia             |
|    | Italia (bandiera) | D     | Giuseppe Rapetti          |
|    | Italia (bandiera) | C     | Carlo Resmini             |
|    | Italia (bandiera) | A     | Antonio Rossetti          |
|    | Italia (bandiera) | C     | Adolfo Salomoni           |
|    | Italia (bandiera) | C     | Renato Tammi              |
|    | Italia (bandiera) | A     | Ugo Zagni                 |
|    | Italia (bandiera) | A     | Guglielmo Zanasi          |